# Kutinica
Kutinica est un village de la municipalité de Kutina (comitat de Sisak-Moslavina) en Croatie. Au recensement de 2011, le village comptait 58 habitants.